# Lång gräsblomfluga
Lång gräsblomfluga (Melanostoma scalare) är en fluga i familjen blomflugor. Den är 7 till 9 millimeter lång. Dess utbredningsområde är grovt sett hela Eurasien och Afrika. I Norden saknas den endast längst i norr och i de allra högsta bergstrakterna.   